# 竹内誠人
竹内 誠人（たけうち まこと、1990年2月8日 - ）は、日本の俳優、タレント。愛知県出身。身長170cm、血液型AB型。Bright所属。

## 来歴
1990年愛知県生まれ。「有名になりたい！」という理由で芸能界入りをする。
2014年3月よりグレート家康公「葵」武将隊にて2代目服部半蔵として活動。
2017年1月に葵武将隊卒業後も、TVタレントとして精力的に活動している。

## 出演

### テレビ・ラジオ
- 三重テレビ 新情報番組「Mieライブ」 木曜レギュラー
- 中京テレビ「空気Dr.マモル」
- 日本テレビ「世界一受けたい授業」 再現VTR
- CBCテレビ ショートドラマ「ラストシーン」 淳二役
- 知多メディアスチャンネル「ちたまる」 グルメリポーター
- 知多メディアスチャンネル「ちたまるJOY」 レギュラーMC
- メディアスFM「ちたまるラブリー」 レギュラーパーソナリティー
- メディアスFM「ちたまるモーニングプラス」 レギュラーパーソナリティー
- フジテレビ「SUITS/スーツ」
- MBS「コーヒー＆バニラ」
- NHK「詐欺の子」
- TBS「日立 世界ふしぎ発見！」 (葵武将隊、服部半蔵として)
- テレビ朝日「未来への10カウント」第9話（2022年6月9日）- 和泉文紀 役
- 離婚弁護士 スパイダー〜慰謝料争奪編〜 第1話（2024年10月5日、日本テレビ）[6]

### CM
- プロ野球速報アプリ「スポーツナビ」中日編
- ヤマトライス「やわらかい玄米・玄米曜日 夫婦編」TVCM 2017
- レゴランドジャパン TVCM,WEB,GR 2017
- メニコンTVCM
- スワン歯科TVCM
- 三重銀行TVCM
- LIXILブランドWEBムービー「Discover INAX」
- 東海ろうきんTVCM
- 名古屋城本丸御殿 新PR映像
- ブラザー工業株式会社 企業CM「あなたの時間を大切に」篇
- ネクステージ輸入車専門業態『 UNIVERSE 』輸入車紹介WEBムービー
- DECACO『【飲みたい時のコーヒー】デカフェコーヒーDECACO』TVCM
- 株式会社オーザン TVCM[7]
- リンナイ株式会社 リンナイ創業100周年記念「林内式石油ガスコンロ復刻プロジェクト」WEBムービー 創業者 林兼吉様役[8]
- ビューテック株式会社 企業TVCM[9]

### 映画
- MIRRORLIAR FILMS Season7『SUNA』（2025年5月9日）[10]

### モデル
- ブラザー工業 WEBモデル
- 東京モーターショー2017 SUBARUパンフレット
- TOYOTA「AQUA X-URBAN」小冊子モデル
- 2017Mr.JAPAN岐阜 ファイナリスト

### 武将隊
- グレート家康公「葵」武将隊・服部半蔵正成

### 舞台
- 舞台 ぐりむの法則「コウフクロウ」
- 舞台 ぐりむの法則 「コウの花嫁」
- 舞台 劇団アルクシアター「ビートルズになりたかったドクターたち」
- Spotlight「ローカルタレント図鑑 中部編」 投票数全国グランプリ